# Botanophila gentianae
Botanophila gentianae este o specie de muște din genul Botanophila, familia Anthomyiidae. A fost descrisă pentru prima dată de Pandelle în anul 1900. Conform Catalogue of Life specia Botanophila gentianae nu are subspecii cunoscute.